# ユージン・ムーア
ユージン・ムーア（Eugene Moore, 生没年不詳）は、アメリカ合衆国の映画監督、俳優である。W・ユージン・ムーア・ジュニア（W. Eugene Moore Jr.）、 W・ユージン・ムーア（W. Eugene Moore）、 ユージン・ムーア・ジュニア（Eugene Moore Jr.）とも名乗った。

## 人物・来歴
生年生地不明。19世紀生まれである。 
興行師エドウィン・タンハウザーの友人であったことから、俳優として舞台に立つようになる。1909年（明治42年）にタンハウザーがニューヨーク市に設立した映画会社タンハウザー・カンパニーで1912年（明治45年）から出演を始める。記録に残る最初の作品は、1913年（大正2年）に同社が製作、ヴィクトリー・ベイトマンと共演したムーアの主演作 A Guilty Conscience である。同年、監督としてもデビューし、ミグノン・アンダーソンやモード・フィーリー、監督になる前のジェームズ・クルーズらの出演する短篇映画を量産し、また出演もした。
1916年（大正5年）、 Where Wives Win に出演したのを最後に俳優業から撤退、監督業に専念した。
1917年（大正6年）、タンハウザーを退社、ユニヴァーサル・フィルム・マニュファクチュアリング・カンパニー（現在のユニバーサル・ピクチャーズ）に移籍、ヴァイオレット・マクミランの主演作『この姉妹』を監督する。1919年（大正8年）、ユニヴァーサルの子会社・ブルーバード映画で、エディス・ロバーツ主演のサイレント映画『南部の娘』を監督、同作は日本でも公開されたが、ユニヴァーサルで上記2作のみを撮った以降の記録は不明である。

## おもなフィルモグラフィ
特筆のないものは監督作である。
- A Guilty Conscience : 監督不明、共演ヴィクトリー・ベイトマン、1913年 - 「W・ユージン・ムーア・ジュニア」名義 / 主演
- The Boomerang : 監督不明、1913年 - 主演
- Her Nephews from Labrador : 監督不明、主演ビリー・ノエル、1913年 - 出演・役 The Uncle
- Good Morning, Judge : 監督ロレンス・マーストン、1913年 - 出演
- A Mystery of Wall Street : 監督不明、共演ミグノン・アンダーソン、1913年 - 出演
- The Patriot : 監督不明、共演ミグノン・アンダーソン、1913年 - 出演・役 The Patriot
- For Another's Sin : 監督不明、主演ハリー・ベンハム、1913年 - 出演
- King René's Daughter : 主演モード・フィーリー、1913年 - 「W・ユージン・ムーア・ジュニア」名義 （初監督作）
- The Ward of the King : 主演ジェームズ・クルーズ、1913年 - 「W・ユージン・ムーア・ジュニア」名義
- The Spartan Father : 共演ハリー・ベンハム、1913年 - 「W・ユージン・ムーア・ジュニア」名義 / 監督・主演・役 The Spartan Father
- Flood Tide : 主演マリー・エリーン、1913年 - 「W・ユージン・ムーア・ジュニア」名義 / 監督・出演
- An Unfair Exchange : 監督不明、脚本ロイド・ロナーガン、1913年 - 出演
- The Children's Hour : 主演ハリー・ベンハム、1913年 - 「W・ユージン・ムーア」名義
- The Legend of Provence : 主演モード・フィーリー、1913年 - 「W・ユージン・ムーア・ジュニア」名義
- Frou Frou : 主演モード・フィーリー、1914年
- The Woman Pays : 主演モード・フィーリー、1914年
- Joseph in the Land of Egypt : 主演モード・フィーリー、1914年
- Cardinal Richelieu's Ward : 主演モード・フィーリー、1914年 - 「W・ユージン・ムーア」名義
- Pamela Congreve : 主演モード・フィーリー、1914年 - 「W・ユージン・ムーア・ジュニア」名義
- The Million Dollar Mystery : 監督ハウエル・ハンセル、1914年 - 出演
- The Messenger of Death : 監督不明、脚本ロイド・ロナーガン、1914年 - 出演・役 Khan
- Conscience : 監督不明、脚本アーヴィング・カミングス / ロイド・ロナーガン、1914年 - 出演・役 Billy
- The Harvest of Regrets : 監督アーサー・エラリー、1914年 - 出演
- The Trail of the Love-Lorn : 主演ミルドレッド・ヘラー、1914年 - 「W・ユージン・ムーア」名義
- Mr. Cinderella : 主演ノーラン・ゲイン、1914年 - 「W・ユージン・ムーア」名義
- The Terror of Anger : 主演J・モリス・フォスター、1914年 - 「W・ユージン・ムーア」名義
- Naidra, the Dream Woman : 主演ミグノン・アンダーソン、1914年 - 「W・ユージン・ムーア」名義
- An Inside Tip : 主演ミグノン・アンダーソン、1915年 - 「W・ユージン・ムーア・ジュニア」名義
- God's Witness : 主演アーサー・バウワー、1915年 - 「W・ユージン・ムーア」名義
- Mercy on a Crutch : 監督ジャック・ハーヴェイ、1915年 - 出演・役 Posse Member
- The Picture of Dorian Gray : 主演ハリス・ゴードン 、1915年
- Milestones of Life : 主演ヘレン・バッジリー、1915年 - 「W・ユージン・ムーア」名義
- Reincarnation : 主演フローレンス・ラ・バディ、1915年
- The Price of Her Silence : 主演フローレンス・ラ・バディ、1915年
- His Vocation : 監督不明、主演グレイス・デカールトン、1915年 - 「ユージン・ムーア・ジュニア」名義 / 出演・役 Porter
- The Mill on the Floss : 主演ミグノン・アンダーソン、1915年 - 「W・ユージン・ムーア」名義 / 監督・出演・役 Miller Tulliver
- The Woman in Politics : 主演ミグノン・アンダーソン、1916年 - 「W・ユージン・ムーア」名義 / 監督・出演・役 Health Officer
- 『快漢ロバート』 The Oval Diamond : 主演ハリス・ゴードン、1916年 - 「W・ユージン・ムーア」名義
- Her Father's Gold : 主演ハリス・ゴードン、1916年 - 「W・ユージン・ムーア」名義
- Where Wives Win : 監督不明、脚本ロイド・ロナーガン、1916年 - 「W・ユージン・ムーア・ジュニア」名義 / 出演・役 The Cowboy （最終出演作）
- The World and the Woman : 主演ジーン・イーグルズ、1916年 - フランク・ロイドと共同で監督
- Her New York : 主演グラディス・ヒューレット、1917年
- The Image Maker : 主演ヴァルダ・ヴァルキリエン、1917年
- A Modern Monte Cristo : 主演ヴィンセント・セルラノ、1917年 - 「W・ユージン・ムーア」名義
- Pots-and-Pans Peggy : 主演グラディス・ヒューレット、1917年 - 「W・ユージン・ムーア」名義
- 『飴売娘』 The Candy Girl : 主演グラディス・ヒューレット、1917年 - 「W・ユージン・ムーア」名義
- When Baby Forgot : 主演マリー・オズボーン、1917年 - 「W・ユージン・ムーア」名義
- Captain Kiddo : 主演マリー・オズボーン、1917年 - 「W・ユージン・ムーア」名義
- 『この姉妹』 The Girl Who Won Out : 主演ヴァイオレット・マクミラン、1917年
- 『南部の娘』 Sue of the South : 主演エディス・ロバーツ、1919年 - 「W・ユージン・ムーア」名義

## 関連事項
- エドウィン・タンハウザー （en:Edwin Thanhouser）
- タンハウザー・カンパニー （en:Thanhouser Company）

## 註
1. 1 2 3 4 5 6 7 8 9 10  Eugene Moore, Internet Movie Database （英語）, 2010年5月17日閲覧。
2. 1 2  Eugene Moore, Allmovie （英語）, 2010年5月17日閲覧。
3. ↑  『ブルーバード映画の記録』 : 製作・著・発行山中十志雄・塚田嘉信、1984年4月、p.60-63.